# Еол (син на Елин)
Вижте пояснителната страница за други значения на Еол.
Еол (на гръцки: Αἴολος; на латински: Aeolus; Aiolos, Äolus) е в древногръцката митология по Аполодор син на Елин и нимфата Орсеида и прародител на еолийците.
Брат е на Дор и Ксут.
Когато баща му Елин разделя царството си между синовете си, Еол отива в Тесалия и става там цар. Той нарекъл там живеещите еолийци. Жени се за Енарета, дъщеря на Деймах. Двамата имат седем сина и пет дъщери. Синовете им са Кретей, Сизиф, Атамант, Салмоней, Деион, Магнет и Периер. От авторите Хигин и Павзаний се казва, че Макарей е осмият син. Павзаний казва, че Етлей е също техен син. Според логографа Хеланик, Македон също е син на Еол. Дъщерите им са Канака, Алкиона, Писидика, Калика и Перимеда. Според Павзаний също Танагра и Арна са дъщери на Еол и Енарета.